# Shiki 93 (tên lửa không đối hạm)
Shiki 93 (93式空対艦誘導弾, きゅうさんしきくうたいかんゆうどうだん) là loại tên lửa không đối hạm được lực lượng phòng vệ Nhật Bản thông qua để đưa vào phục vụ từ năm 1993. Loại này còn được biết với tên ASM-2.

## Phát triển
Do là nước bao quanh bởi biển nên Nhật Bản đã chú trọng phát triển các loại tên lửa chống tàu như một cách để phòng thủ. Trước đây tên lửa không đối hạm Shiki 80 đã được phát triển để đề phòng Hạm đội Thái Bình Dương của Liên Xô từ những năm 1980 và Shiki 93 được phát triển như một bổ sung.
Viện nghiên cứu kỹ thuật và Phát triển trực thuộc bộ quốc phòng Nhật Bản (khi đó là Cục Phòng vệ Nhật Bản) đã tiến hành nghiên cứu loại tên lửa này từ năm 1984 sau đó chuyển sang cho Tập đoàn công nghiệp nặng Mitsubishi vào năm 1988. Hệ thống tìm kiếm cảm ứng hồng ngoại được giao cho hãng Fujitsu phát triển. Việc thử nghiệm loại tên lửa mới bắt đầu từ năm 1989. Mục tiêu chính của chương trình là tăng khả năng tìm kiếm và lựa chọn mục tiêu tầm xa để phân biệt được các mục tiêu quan trọng cũng như tránh bị đánh lạc hướng điện tử.
Sau khi hoàn tất việc thử nghiệm thì tên lửa đã được thông qua để đưa vào phục vụ trong lực lượng phòng vệ Nhật Bản từ năm 1993 vì thế nó có tên Shiki 93 với tốc độ trang bị ước tính là 15 quả/năm. Cũng giống như hầu hết các loại vũ khí hiện đại khác của Nhật Bản nó không bao giờ được xuất khẩu.

## Thiết kế
Hình dánh của Shiki 93 giống như Shiki 80 với bốn cánh đuôi trông như ngư lôi nhưng cửa hút khí nằm phía dưới được thiết kế lại ngắn và lớn hơn. Cũng giống Shiki 80, tên lửa sử dụng động cơ tuốc bin phản lực nhưng được thiết kế lại để có thể tăng tầm bắn. Đầu đạn của tên lửa được nối với một hệ thống điện tử để chỉ kích nổ khi sau khi tên lửa đâm xuyên vào mục tiêu một khoảng, ngoài ra nó cũng có khả năng tự hủy sau một thời gian nếu tìm không thấy mục tiêu.
Sau khi ra đa của máy bay tìm thấy mục tiêu các dữ liệu mục tiêu được chuyển đến cơ sở dữ liệu của các tên lửa thông qua hệ thống điều khiển. Khi tên lửa được bắn ra nó sẽ hạ xuống cách mặt biển một khoảng. Hệ thống dẫn đường quán tính được sử dụng khi bay tiếp cận vị trí của mục tiêu trong cơ sở dữ liệu và trong giai đoạn cuối hệ thống cảm ứng dò hồng ngoại được kích hoạt để xác định mục tiêu. Mẫu nâng cấp B thì sử dụng hệ thống định vị GPS khi bay tiếp cận mục tiêu để tăng độ chính xác.
Tên lửa có thể được trang bị trên các chiếc Mitsubishi F-2 và F-4EJ kai Phantom II của lực lượng phòng vệ Nhật Bản.